# مسجد لاليلي (نيقوسيا)
مسجد لاليلي (نيقوسيا)، هو مسجد تاريخي يقع في حي داخل حديقة منفصلة في شمال مدينة نيقوسيا القديمة، تم توسيع المبنى وتحويله إلى مسجد في القرن التاسع عشر.

## تاريخ
عمارة المسجد تدل على أن المبنى كان في الأصل عبارة عن مصلى من العصور الوسطى، وبعد الفتح العثماني تم تحويله في البداية إلى مسجد صغير بدون مئذنة.
المسجد مستطيل الشكل ويبلغ طوله 12.85 م وعرضه 3.30 م، وفي عام 1827، تم توسيعه بإضافة مئذنة ومنبر ومحراب وسقف جديد ورواق وتحويله إلى مسجد كامل.
تم ترميم المسجد في أواخر القرن التاسع عشر من قبل وزارة المؤسسات الدينية الإمبراطورية العثمانية.
تم هدم مئذنة المسجد عام 1978-1979 كونها كانت خطيرة واستبدلت بالمئذنة الحالية، كانت المئذنة الأصلية للمسجد مصنوعة من الحجر المقطوع والشرفة مزخرفة، أما المئذنة الحالية  تقع في الجهة الشمالية الشرقية فلا تحتفظ بأي من خصائصها القديمة.